# Gunditjmara
 (mars 2015).
Si vous disposez d'ouvrages ou d'articles de référence ou si vous connaissez des sites web de qualité traitant du thème abordé ici, merci de compléter l'article en donnant les références utiles à sa vérifiabilité et en les liant à la section « Notes et références ».

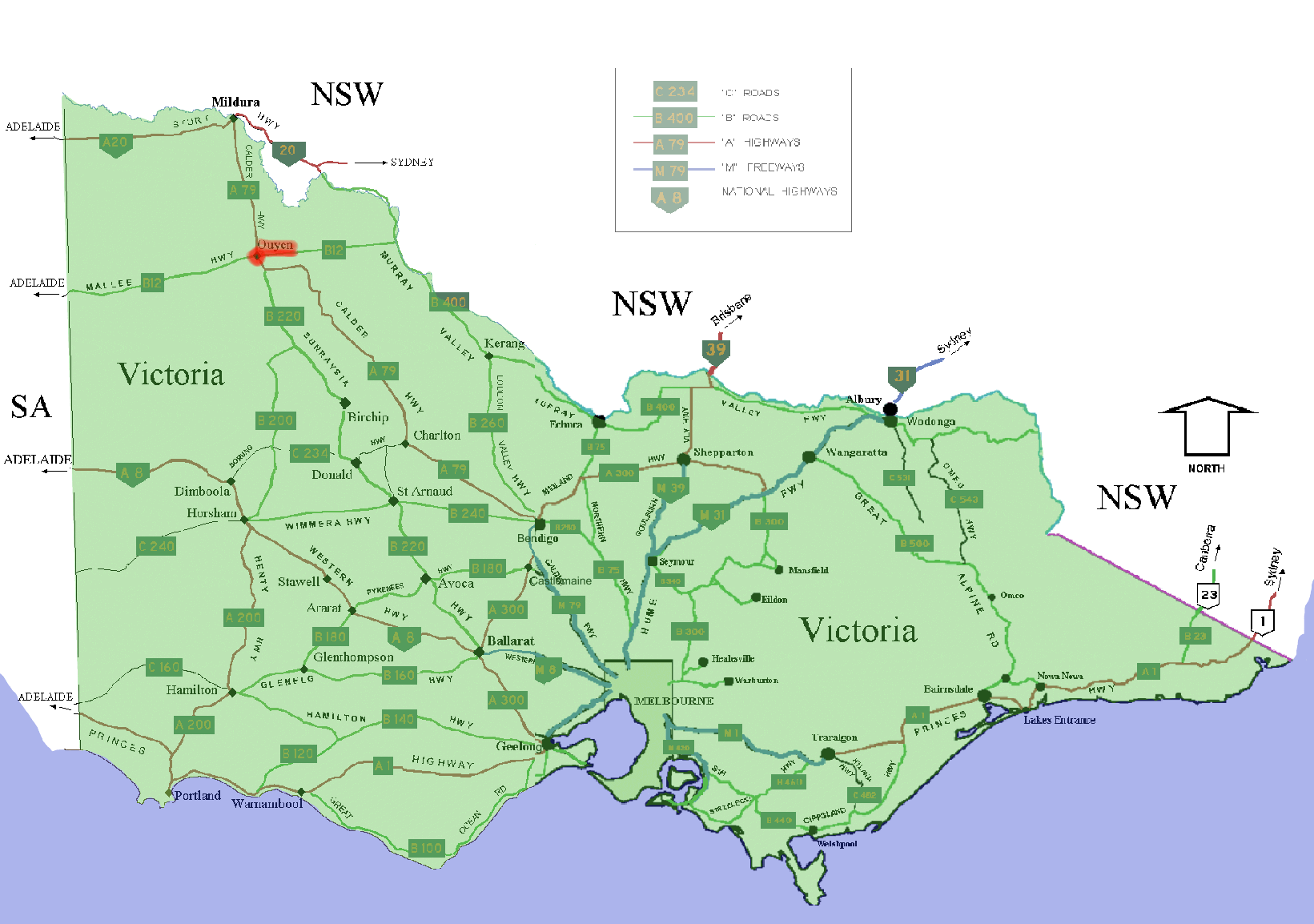
Carte de Victoria

Les Gunditjmara sont un groupe d'aborigènes d'Australie issu de l’ouest de l'état de Victoria en Australie. Ils sont situés près de Portland au sud-est de l’Australie.

## Mode de vie
Traditionnellement les « guntidjmaras » vivent près des lacs et des rivières. Celles-ci ont une grande importance pour eux économiquement et spirituellement parlant. 
Leur nourriture est essentiellement composée de poissons, spécialement des anguilles. Ils créent des ponts au-dessus de leurs plans d’eau pour pouvoir pécher.
Tous les aspects de leur civilisation reflètent la connexion spirituelle entre l’espèce humaine et la nature. En mars 2007, le gouvernement australien a reconnu la tribu comme propriétaire de plus de 140 000 hectares dans la région de Portland.

## Personnages célèbres originaires de la tribu

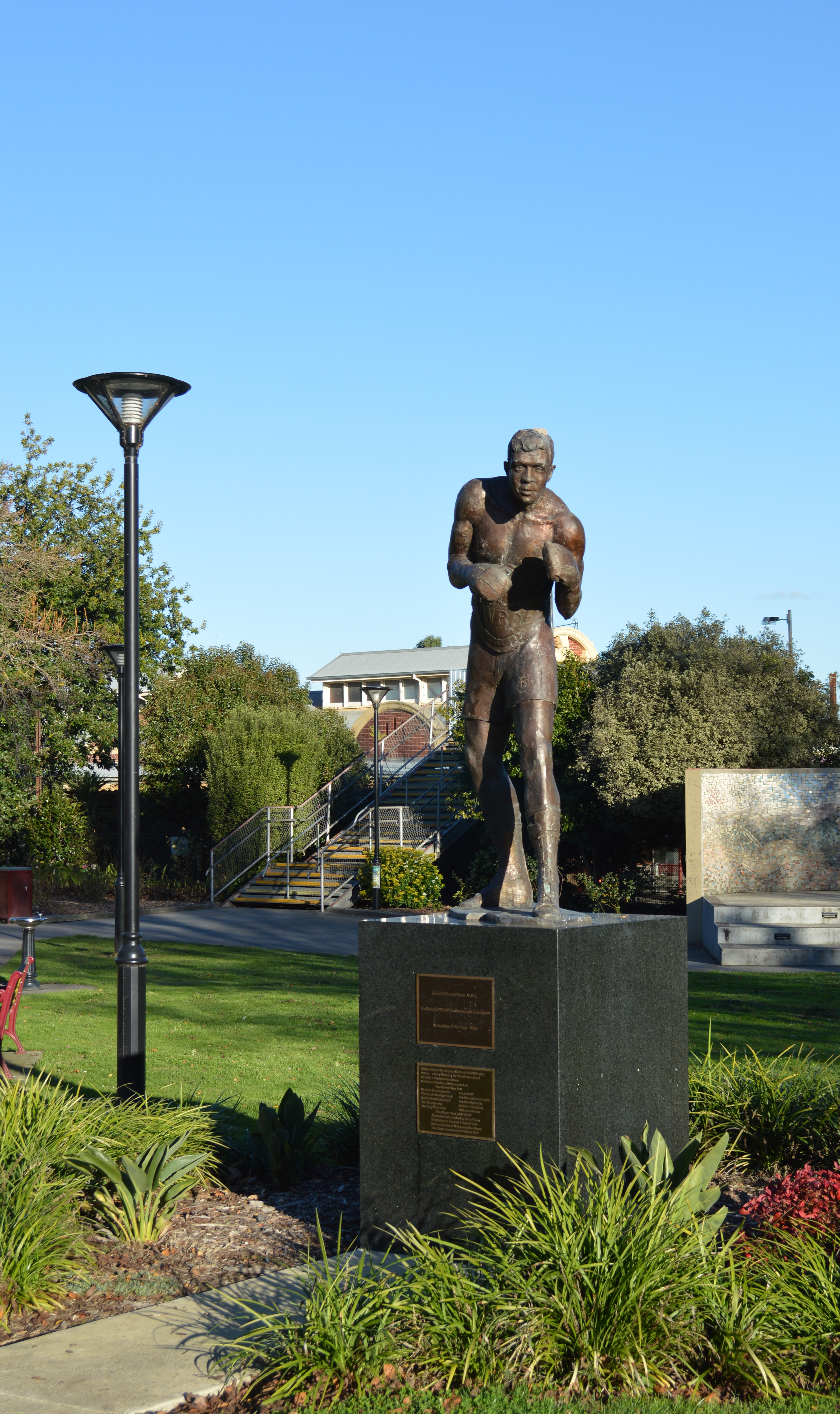
Statue de Lionel Rose située à Warragul

Lionel Rose était un boxeur réputé, originaire de la tribu Gunditjmara. 
Lionel Rose  est né le 21 juin 1943 à Jacksons Track en Victoria (Australie) dans la ville de Warragul. Il a grandi dans des conditions difficiles, et a appris la boxe auprès de son père. Plus tard, à 10 ans il a reçu sa première paire de gants de la part de son entraineur, Ian Hawkins. L’année de ses 15 ans Frank Oakes, un entraineur de Warragul, est devenu son coach. Il a alors gagné le titre de champion d’Australie poids-plume amateur.
Lionel Rose est devenu boxeur professionnel le 9 septembre 1964. Il est alors le premier aborigène australien à gagner un titre mondial. Il a participé à cinquante trois combats, et en a gagné quarante deux. 
Durant les années soixante-dix, il a commencé une petite carrière de chanteur en Australie.
Lionel Rose est décédé le 8 mai 2011.